# Boarmia loxosticha
Boarmia loxosticha är en fjärilsart som beskrevs av Turner 1941. Boarmia loxosticha ingår i släktet Boarmia och familjen mätare. Inga underarter finns listade i Catalogue of Life.